# Paul Martell
Paul Ernst Max Martell geb. Neumann (* 21. August 1879 in Berlin; † 14. April 1934 ebenda) war ein deutscher journalistischer Schriftsteller und Redakteur.

## Leben
Der als Sohn des Klempners Wilhelm Neumann geborene Martell studierte an den Universitäten Berlin und Tübingen, an der Königlichen Technischen Hochschule Charlottenburg sowie der Bergakademie Berlin. 1912 wurde er an der Tübinger staatswissenschaftlichen Fakultät mit einer Arbeit über Salzhandel, Salinen und Salzbergwerke Württembergs im 19. Jahrhundert promoviert.
Nach kurzzeitiger Tätigkeit als Schriftleiter bei der Neuen Preußische Zeitung (Kreuzzeitung) in Berlin bis 1914 wurde Martell Leiter der Presseabteilung der DEMAG in Duisburg und wechselte 1918 in gleicher Position zu Siemens, wo er bis 1926 blieb. Laut dem zeitgenössischen Personenlexikon Wer ist wer? von 1935 wirkte Martell zudem als Redakteur der Zeitschrift für praktischen Maschinenbau und der Berliner Tageszeitung Die Post.
Daneben entwickelte Martell eine rege Fachschriftstellerei auf technischem, volkswirtschaftlichen und literarischem Gebiet. Die vielfach für Fachzeitschriften verfassten Aufsätze sind meist mit Dr. P. Martell und der Ortsangabe Charlottenburg (1907 bis ca. 1912), Duisburg (1915–1918), Berlin-Johannisthal (1918 bis 1932) bzw. Berlin-Halensee (um 1913 bis 1915 und nach 1932) signiert.
Um seine vielen populärwissenschaftlichen Aufsätze den Verlagen anzudienen, nutzte Martell Postkartenvordrucke:
```
Sehr geehrter Herr Schriftleiter!
Darf ich mir die Anfrage erlauben, ob Sie an einem für Ihre Leserschaft sicher beachtenswerten Aufsatz
…
Interesse haben. Ich wäre bereit, Ihnen den Aufsatz zur Prüfung zu übersenden, und erwarte gegebenenfalls Ihre geschätzte Mitteilung.
[
5
]
```

Häufig publizierte Martell ein und denselben Stoff mehrfach. Der Zweitabdruck des zunächst im Oktober 1915 im Archiv für Fischereigeschichte erschienenen Aufsatzes Zur Geschichte der Perlenfischerei in Sachsen nunmehr in Heft 11/12 1915 der Mitteilungen des Landesvereins sächsischer Heimatschutz veranlasste Rudolph Zaunick in einer Literaturanzeige zu der kritischen Bemerkung, „daß der Duisburger‚Schriftsteller‘ sein bereits … veröffentlichtes Feuilleton noch einmal, wohl pecuniae causa, hier abdrucken läßt“. Dies hielt Martell jedoch nicht von einer weiteren Veröffentlichung ab, diesmal in einer Beilage der Dresdner Neuesten Nachrichten.
Als Martell kurz darauf mit einem Aufsatz über Deutsche Städtenamen in Erscheinung trat, kolportierte der Wissenschaftshistoriker Zaunick, ohne das ganze Ausmaß dessen gewerbsmäßigen Schriftstellertums zu erahnen: „Also auch auf onomatologischem Felde tummelt der ‚Schriftsteller‘ Martell seine nimmer rastende Feder. Man bekommt geradezu Respekt vor seinem polyhistorischen Ingenium. Über alles weiß Martell zu schreiben, sei es über die Einrichtung eines Lazarettzuges oder über die Geschichte der Perlenfischerei im Vogtlande oder über die Geschichte der Leuchttürme oder usw. usw. Diesmal sind es die deutschen Städtenamen, die von Martell tiefgründig beehrt werden. Wie nur Redaktionen von wissenschaftlichen Zeitschriften jetzt immer mehr zu ‚Ersatz‘ greifen!“
Harsche Kritik musste sich Martell auch vom Berliner Musikschriftsteller Hanns/John Gutman (1902–1992) gefallen lassen, der ihn 1930 in der Musikzeitschrift Melos als „Barden mit der Gefühlsleier im Arm“ verhöhnte. Am mehrfach abgedruckten Aufsatz über die Berliner Liederschule rügte er die nationale Überheblichkeit, die schmalzigen Phrasen und das verlogene Pathos des Autors und kritisierte: Ich schweige von den sachlichen Irrtümern; ich betone den Stil und die biedere Heldenbrust, der er sich so markig entringt. Ein Stil übrigens, dessen jeder anständige Kaufmann sich schämen würde.

## Familie
1905 heiratete Paul Neumann/Martell in Berlin-Charlottenburg Hubertine Gertrud Elisabeth Erkens (1869–1949), am 2. Mai 1906 wurde der Sohn Albert Paul Herbert († 16. Mai 1974), 1908 der Sohn Helmut Otfried Heinz geboren.
Durch Verfügung des Berliner Polizeipräsidiums vom 21. Januar 1911 wurde Paul Neumann und seinen Familienangehörigen gestattet, den Familiennamen Martell zu führen.

## Werke (Auswahl)

### Bis 1909
- Die Versuchsanstalt für Wasserbau und Schiffbau zu Berlin. In: Zeitschrift des Österreichischen Ingenieur- und Architekten-Vereines, 1906, 58, Nr. 52, S. 737; kobv.de/opus4-btu (PDF; 39 MB). Zugleich in: Schweizerische Techniker-Zeitung, 1907, 4, Nr. 5, S. 65–67 (books.google.de).
- Zur Geschichte des Tiroler Bergbaues. In: Glückauf, 1907, 43, Nr. 34, S. 1079–1081.
- Die Kgl. Hof- und Staatsbibliothek zu München. In: Archiv für Buchgewerbe, 1907, 44, Heft 8, S. 323–326.
- Zur Geschichte des schwedischen Hüttenwesen. In: Österreichische Zeitschrift für Berg- und Hüttenwesen, 1908, 56,  Nr. 13, S. 153–160 (books.google.de).
- Die Papierindustrie in Japan. In: Wochenblatt Papierfabrikation, 1908, 39, Nr. 36, S. 3029–3032, Nr. 39, S. 3272–3276; zugleich in: Asien, 1912/1913, 12, S. 4–6, 21–24, 57 f. (sub.uni-hamburg.de).
- Das Lehrlingswesen in den Vereinigten Staaten von Nordamerika. In: Zeitschrift für Socialwissenschaft, 1908, 11, S. 304–308 (books.google.de); zugleich in: Arbeit und Beruf, 1927, 6, S. 93.
- Die K. und K. Hofbibliothek zu Wien. In: Archiv für Buchgewerbe, 1908, 45, S. 20–24.
- Japanische Bronzen. In: Technische Rundschau, Wochenbeilage zum Berliner Tageblatt, 24. März 1909, S. 161; zugleich in: Gießerei, 1925, 12, S. 33–35.
- Die Königl. Musikinstrumenten-Sammlung zu Berlin. In: Musikalisches Wochenblatt, 1909, 40, S. 320–322 (books.google.de).
- Das Liszt-Museum in Weimar. In: Musikalisches Wochenblatt, 1909, 40, S. 419–422 (books.google.de).
- Die Eisenbahnen in Japan. In: Asien, 1909, 9, S. 1 f. (online).
- Der Bergbau in Serbien. In: Zeitschrift des Zentralverbandes der Bergbau-Betriebsleiter Österreichs, 1909, 7, S. 61–65.
- Fortbildung der Bergarbeiter. In: Zeitschrift des Zentralverbandes der Bergbau-Betriebsleiter Österreichs, 1909, 7, Nr. 11.
- Zur Geschichte des Bergbaues in der Schweiz. In: Bergbau, 1909, 22, Nr. 42, S. 521–523, Nr. 43, S. 533 f.; zugleich in: Zeitschrift des Zentralverbandes der Bergbau-Betriebsleiter Österreichs, 1909, 7, Nr. 16, S. 292–294.
- Der Kohlenbergbau in Britisch-Indien. In: Zeitschrift des Zentralverbandes der Bergbau-Betriebsleiter Österreichs, 1909, 7, S. 183–186.
- Die Quebrachoindustrie in Argentinien und Paraguay. In: Deutsche Gerberzeitung, 1909, 52, Nr. 4.
- Geschichte der Greifswalder Universitäts-Bibliothek. In: Greifswalder Universitäts-Kalender, Wintersemester 1909/10, S. 35–42.

### 1910 bis 1919
- Geschichte der Papierindustrie (Preußen) – zur Geschichte d. Papierindustrie in Schlesien. In: Wochenblatt für Papierfabrikation, 1910, 41, Nr. 49, S. 4422–4424; 50., S. 4530–4532.
- Historische Musikinstrumente. In: Neue Zeitschrift für Musik, 1910, 77, S. 259–260, S. 271–273.
- Zur Geschichte der Edelsteinindustrie in Baden. In: Deutsche Goldschmiede-Zeitung, 1910, 13, S. 166–169 (books.google.de).
- Zur Geschichte der Goldschmiedekunst in Frankreich. In: Deutsche Goldschmiede-Zeitung, 1910, 13, S. 229–231 (books.google.de).
- Zur Geschichte der Kgl. Hof- und Staatsbibliothek zu München. In: Der Sammler 1910, Nr. 92, S. 3 f.
- Süddeutsche Universitätsbibliotheken. In: Archiv für Buchgewerbe, 1911, 48, S. 146–152.
- Zur Geschichte der deutschen Leuchttürme. In: Schiffbau, 1911, 13, Heft 9, S. 368–372; zugleich in: Mittheilungen des deutschen Seefischereivereins, 1917, 33, S. 37; in: Marine-Rundschau, 1925, Nr. 10.
- Das Hüttenwesen im Königreich Sachsen. In: Zentralblatt der Hütten- und Walzwerke, 1911, 17, S. 209–210; zugleich in: Sächsische Industrie, 1912, 8, S. 279–281.
- Zur Geschichte des Bergbaues in Belgien. In: Zeitschrift des Zentralverbandes der Bergbau-Betriebsleiter Österreichs, 1911, 9, Nr. 21,  S. 455–459.
- Die Königlich Preußische Meßbildanstalt zu Berlin. In: Zentralblatt der Bauverwaltung. Nr. 4, 1911, S. 42–44 (zlb.de). Zugleich in: Glasers Annalen für Gewerbe- und Bauwesen, 15. September 1911; in: Photographisches Wochenblatt, 1913, 39, S. 284–289; in: Ostdeutsche Bau-Zeitung 1915, Nr. 80, S. 137–139; in: Photographische Rundschau und Mitteilungen, 1916, 53, S. 105–108 (books.google.de).
- Die strategische Bedeutung des Suezkanals. In: Weltverkehr – Zeitschrift für Weltverkehrswissenschaft und Weltverkehrs-Politik, 1911, Nr. 2, S. 77–79.
- Der kgl. botanische Garten zu Berlin. In: Österreichische Garten-Zeitung, 1911, 6, S. 426–435 (books.google.de); zugleich in: Zeitschrift für Obst- und Gartenbau, 1913, 39, S. 171, S. 183.
- Das königlich botanische Museum zu Berlin. In: Die Gartenwelt, 1911, 15, No. 25, S. 347–349; ub.tu-berlin.de (PDF; 1,8 MB); zugleich in: Österreichische Botanische Zeitschrift, 1912, 62, Nr. 1, S. 30–39 (zobodat.at [PDF]); in: Himmel und Erde, Illustrierte naturwissenschaftliche Monatsschrift der Urania (Berlin), 1913, 25, Heft 7, S. 326–331.
- Der Salzhandel, die Salinen und Salzbergwerke Württembergs im 19. Jahrhundert, Dissertation, Tübingen 1912 (online).
- Zur Geschichte der Eisengießerei im 16. Jahrhundert. In: Gießerei-Zeitung, 1912, S. 249–251.[10]
- Zur Geschichte der Bergwirtschaft des russischen Reiches. In: Bergwirtschaftliche Mitteilungen, 1912, 3, S. 140.
- Ueber die Arbeiterverhältnisse in  Rußlands Bergbau und Hüttenindustrie. In: Bergwirtschaftliche Mitteilungen, 1912, 3, S. 75–81.
- Zur Geschichte der chemischen Industrie in der Mark Brandenburg. In: Industrie, 1912, 35, S. 2–8.
- Der Bergbau in der Schweiz. In: Montanistische Rundschau, 1912, 4, Jg. 4, Nr. 1, S. 16–17.
- Zur Geschichte der Frankfurter Buchbinderzunft. In: Archiv für Buchgewerbe, 1912, 49, S. 52 f.
- Das Verkehrswesen in Persien. In: Asien 12 (1912/13), S. 167–170 (online).
- Zur Geschichte der Papierindustrie in Westfalen. In: Wochenblatt für Papierfabrikation, 1912, 43, Nr. 42, S. 3872–3874; 44., S. 4041–4043; 46., S. 4222–4224; zugleich in: Der Papier-Fabrikant 24 (1926) 40, Techn.-wiss. Teil, S. 609–613.
- Salzgewinnung und Salzhandel in den deutschen Kolonien Afrikas. In: Zeitschrift für Kolonialpolitik, Kolonialrecht und Kolonialwirtschaft, 1912, 14, S. 44–48 (books.google.de).
- Hausschwamm. In: Ostdeutsche Bauzeitung, 1912, 10, Nr. 22, S. 86 f., Nr. 23, S. 89 f.; zugleich in: Schlesisches Heim, 1925, 6, Heft 8, S. 299–302; sbc.org.pl (PDF; 2,4 MB); in: Moderne Bauformen, Monatshefte für Architektur und Raumkunst, 1929, 28, Heft 9, S. 150.
- Zur Geschichte des Hüttenwesens in Steiermark. In: Zeitschrift des Zentralverbandes der Bergbau-Betriebsleiter Österreichs, 1912, 10, S. 417–423; zugleich in: Blätter für Heimatkunde, 1926, 4, S. 37–44; historischerverein-stmk.at (PDF; 5 MB).
- Zur Geschichte des deutschen Dorfes. In: Das Land, 1912, 20, Nr. 24; zugleich in: Akademische Zeitschrift für Landwirtschafts-Lehre 1915, Nr. 22/23, S. 260–263; zugleich in: Zeitschrift für Vermessungswesen, 1926, 55, S. 18; in: Die nationalsozialistische Gemeinde, Zentralblatt der NSDAP für Gemeindepolitik 4 (1936).
- Zur Geschichte der Kgl. Tierärztlichen Hochschule zu Berlin. In: Mitteilungen des Vereins für die Geschichte Berlins, 1912, 29, No. 7/8, S. 94–98; urn:nbn:de:kobv:109-opus-14483; zugleich in: Österreichische Wochenschrift für Tierheilkunde und Revue für Tierheilkunde und Tierzucht, 1912, 37, Nr. 27, S. 269–271 (books.google.de), Nr. 28, S. 279–281 (books.google.de).
- Die Fleischvernichtungsanstalt der Stadt Berlin. In: Österreichische Wochenschrift für Tierheilkunde und Revue für Tierheilkunde und Tierzucht, 1912, 37, S. 359–361 (books.google.de).
- Die Wasserwerke der Stadt Breslau. In: Wasser- und Wegebau-Zeitschrift, 1913, 11, S. 270; zugleich in: Die Wasserwirtschaft, 1914, 7, Nr. 1, S. 8–11.
- Die Pferdezucht in Deutsch-Südwest-Afrika. In: Österreichische Wochenschrift für Tierheilkunde und Revue für Tierheilkunde und Tierzucht, 1913, 38, S. 595.
- Das Museum für Naturkunde zu Berlin. In: Himmel und Erde, Illustrierte naturwissenschaftliche Monatsschrift der Urania (Berlin), 1913, 25, Heft 3, S. 119–126.
- Das mineralogische Museum zu Berlin. In: Himmel und Erde, Illustrierte naturwissenschaftliche Monatsschrift der Urania (Berlin), 1913, 25, S. 166–173.
- Zur Geschichte des Gasglühlichtes. In: Zeitschrift des Vereines der Gas- und Wasserfachmänner in Österreich-Ungarn, 1913, 53, Heft 22, S. 566–572.
- Einige Beiträge zur Geschichte der Tinte. In: Zeitschrift für angewandte Chemie, 1913, 26, S. 197–199 (doi:10.1002/ange.19130262703).
- Die Konservierung des Holzes. In: Süddeutsche Bauzeitung, 1913, 23, S. 290, S. 297.
- Insektenfeinde der Bücher. In: Entomologische Zeitschrift, 1913, 27, S. 142 f.; zobodat.at (PDF), 147–149; zobodat.at (PDF); zugleich in: Der Papier-Markt, 1916, 17, Nr. 1, S. 7–9.
- Städtische Schulküchen in Italien. In: Gesundheit und Erziehung, 1914, 27, S. 134.
- Das Kriminal-Museum zu Berlin. In: Monatsschrift für Kriminologie und Strafrechtsreform, 1914, 11, Nr. 1, S. 694–699.
- Deutsche Nationalhymnen. In: Die Harmonie, 1914, S. 73–77.
- Fremde Nationalhymnen. In: Die Harmonie, 1914, 11, Nr. 1, S. 200–205.
- Zur Geschichte des wilden Gestüts zu Duisburg. In: Zeitschrift für Gestütkunde und Pferdezucht, 1915, 10, S. 169–174; zugleich in: Deutsches Kaltblut, 1931, 4, S. 89–91, 103–105.
- Das kgl. Institut für Binnenfischerei am Müggelsee bei Berlin. In: Wochenschrift für Aquarien- und Terrarienkunde, 1915, 12, S. 284 f., 295 f; zugleich in: Frühlings Landwirtschaftliche Zeitung, 1916, 65, Nr. 9/10, 277–282.
- Zur Geschichte der Perlenfischerei in Sachsen. In: Archiv für Fischereigeschichte, 1915, Heft 6, S. 248–253; zugleich in: Mitteilungen des Landesvereins Sächsischer Heimatschutz, 1915, 4, H. 11/12, S. 471–475; in: Dresdner neueste Nachrichten, Abendausgabe vom 14. Januar 1917, Unterhaltungsblatt (online).
- Über Benzol. In: Österreichische Flug-Zeitschrift, 1915, 9,  Nr. 21/22, S. 280 f. (books.google.de); zugleich in: Automobil-Rundschau, 1915, 14, S. 153.
- Zur Geschichte des Branntweins. In: Die deutsche Essigindustrie, 1916, Nr. 9, S. 48–49; zugleich in: Die Alkoholfrage, 1925, 21, H. 4, S. 220–223.
- Das Kgl. Herolds-Amt zu Berlin. In: Monatsblatt der Kais. Kön. Heraldischen Gesellschaft „Adler“, 1916, VII. Bd., Nr. 64, S. 530–532 (books.google.de)
- Deutsche Lazarettzüge. In: Das Rote Kreuz, 1916, 24, Nr. 22, S. 272–276 (doi:10.5169/seals-547527).
- Die Forelle. In: Wochenschrift für Aquarien- und Terrarienkunde, 1916, 13, S. 21–23.
- Zur Geschichte der Königl. Gewerbeakademie zu Berlin. In: Akademische Rundschau, 1916, 4, S. 458–467.
- Der Bergbau in Bulgarien. In: Osteuropäische Zukunft, 1916, 1, S. 343–345 (books.google.de); zugleich in: Österreichische Monatsschrift für den Orient, 1917, 43, S. 275–279 (online).
- Der orientalische Bucheinband. In: Antiquitätenzeitung, 1916, 24, S. 253 f.; zugleich in: Die Bücherstube, 1920, 1, S. 85–88; in: Die Warte, 1924, 27, Nr. 19; in: Schweizer Fachschrift für Buchbindereien, 1931, 41, Nr. 14, S. 146–150.
- Ueber Baufluchtlinien. In: Der Städtebau, 1916, 13, Heft 6/7, S. 65–68 (zlb.de); zugleich in: Neudeutsche Bauzeitung 18 (1922), S. 182 f. u. 186–192; in: Der Städtische Tiefbau, 1922, S. 109–112.
- Zu der Geschichte der Kgl. Bauakademie zu Berlin. In: Akademische Rundschau, 1916, 4, S. 238–248.
- Der Tabakbau in Bulgarien. In: Österreichische Monatsschrift für den Orient, 1917, 43, S. 88–91 (online); zugleich in: Zeitschrift für Sozialwissenschaft, 1917, 8, S. 540–543.
- Die Ottomanbank. In: Österreichische Monatsschrift für den Orient, 1917, 43, S. 272–275 (online); zugleich in: Zeitschrift für Sozialwissenschaft, 1917, 8, S. 623–626; in: Asien 15 (1917/1918), S. 173–175; in: Allgemeine Zeitung, 1917, 120, S. 169; in: Der Neue Orient, 1920, 6, S. 224 f.
- Deutsche Städtenamen. In: Geographischer Anzeiger – Blätter für den geographischen Unterricht, 1917, 18, S. 89–92 (online); zugleich in: Der Städtetag, 1928, 22, Nr. 11, Sp. 1263–1268.
- Vivatbänder. In: Kunstgewerbeblatt, 1917, NF 28, S. 212 f. (doi:10.11588/diglit.4829.60).
- Zur Geschichte der Feldbereinigung. In: Der Landmesser, 1917, 5, Nr. 3, S. 75–77; zugleich in: Zeitschrift für Vermessungswesen, 1919, 48, Heft 11, S. 425–430 Textarchiv – Internet Archive; in: Allgemeine Vermessungs-Nachrichten, 1925, 37, S. 115; in: Der Kulturtechniker 30 (1927) S. 307–311; in: Vermessungswesen und Wirtschaft, 1930, 2, Nr. 8, S. 246–250.
- Zur Geschichte der Berliner Feuerwehr. In: Feuer und Wasser, Zeitschrift für deutschen Brandschutz, 27. April 1918, S. 35–37.
- Ueber Arbeitslosenversicherung. In: Annalen des gesamten Versicherungswesens, 1918, 49, Nr. 24, S. 221–223, Nr. 25, S. 233–235; zugleich in: Zeitschrift für christliche Sozialreform, 1918, 40, S. 126.
- Zur Geschichte des Ballspiels. In: Körper und Geist 27 (1918/1919), Heft 13/14, S. 97–98.
- Zur Geschichte des Eisenbahngleises. In: Archiv für die Geschichte der Naturwissenschaften und der Technik, 1918, 8, S. 41; Textarchiv – Internet Archive.
- Zur Geschichte der Berliner Feuerwehr. In: Feuer und Wasser, Zeitschrift für deutschen Brandschutz, 27. April 1918, S. 35–37.
- Die Selbstentzündung der Kohle. In: Mitteilungen über Gegenstände des Artillerie- und Geniewesens, 1918, 49, S. 194; zugleich in: Zeitschrift des Vereines der Gas- und Wasserfachmänner in Österreich-Ungarn, 1919, 59, Heft 2, S. 22–26; in: Kali, 1920, S. 195.
- Kinematographie und Medizin (Medizinische Filme) in: Wiener klinische Rundschau, 1919, 34, Nr. 46/47, S. 199; als Medizinische Filme; zugleich in: Allgemeine Zeitung, 1920, 123, Nr. 11/12, S. 114 f. (books.google.de); Allgemeine medizinische Central-Zeitung 91 (1922), Nr. 9, S. 49 f. (books.google.de).
- Goethes wetzlarer Zeit. In: Der Türmer : deutsche Monatshefte, 1919/1920, 22, Nr. 9.

### 1920 bis 1929
- Das Kaiser-Wilhelm-Institut für Arbeitsphysiologie zu Berlin. In: Zeitschrift für Sozialwissenschaft, 1920, 11, Heft 1/2, S. 91–96.
- Zur Arbeitergewinnbeteiligungsfrage. In:  Zeitschrift für Sozialwissenschaft, 1920, 11, S. 651–656.
- Christiane von Goethe. In: München-Augsburger Abendzeitung, Beilage Der Sammler, 1920, Nr. 124; zugleich in: Die Gegenwart, 1926, 55, Nr. 3, S. 60.
- Die Reichsanstalt für Maß und Gewicht zu Berlin. In: Zeitschrift für Vermessungswesen, 1920, 49, Heft 5, S. 149–153 (online) und Heft 6, S. 187–192 (online).
- Das Straßenbauwesen der Stadt Berlin. In: Der Straßenbau, 1920, Nr. 14/15, S. 193–196; zugleich in: Die Städtereinigung, 1929, Nr. 16.
- Der Film als industrielles Werbemittel. In: Deutsche optische Wochenschrift, 1920, 6, S. 13; zugleich in: Allgemeine Zeitung, 1920, 123, Nr. 4, S. 34 f. (online)
- Ueber Lehrfilme. In: Allgemeine Zeitung, 1920, 123, Nr. 21, S. 202–204 (online); zugleich in: Die Arbeitsschule, 1921, 35, Nr. 2, S. 97–101 (online, online).
- Beethoven in Berlin. In: Neue Zeitschrift für Musik, 1920, 87, S. 456.
- Möbel im Altertum. In: Der Kunstwanderer 2 (1920/21), S. 472–474 (doi:10.11588/diglit.27814.147).
- Zur Geschichte des Violoncellos. In: Neue Zeitschrift für Musik, 1921, 88, S. 380.
- Schillers Mutter. In: München-Augsburger Abendzeitung, Beilage Der Sammler, 1921, Nr. 58.
- Deutsche Frauendichtung. In: München-Augsburger Abendzeitung, Beilage Der Sammler, 1921, Nr. 71.
- Zur Geschichte der Berliner Liederschule. In: Halbmonatsschrift für Schulmusikpflege, 1921, 16, S. 1–4; zugleich in: Die Harmonie, Zeitschrift der Vereinigung deutscher Lehrer-Gesangvereine, 1922, 13, S. 41–44; in: Berliner Konzertzeitung, 1926, 7, Nr. 20; in: Die Stimme, Centralblatt für Stimm- und Tonbildung, 1929, 24, S. 18–20, S. 44–46.
- Über Bienen-Lehrfilme. In: Preußische Bienen-Zeitung, 1923, 68, S. 7; zugleich in: Mitteilungen über Bienenzucht, 1925, 63, S. 382–385; in: Praktischer Wegweiser für Bienenzüchter, 1926, 32, S. 46–50; in: Pommerscher Ratgeber für Bienenzüchter, 1926, 26,  S. 42; in: Neue Bienen-Zeitung, 1928, 27, S. 203–205; in: Thüringer Imkerbote, 1928, 8, S. 229; in: Entomologischer Anzeiger, 1930, 10, S. 109–114; zobodat.at (PDF); in: Die Deutsche Bienenzucht in Theorie und Praxis, 1931, 39, S. 242.
- Goethe und die Technik. In: Technik und Dichtung, ein Überblick über hundert Jahre deutschen Schrifttums,  Nr. 919 vom hrsg. von Walter Wolff, Leipzig 1923, S. 20–32; zugleich in: Der Naturfreund, Illustrierte Monatsschrift für Naturverständnis und Weltanschauung, 1927, 4, Beilage Natur und Technik, S. 73–76 (books.google.de); in: Unsere Welt, 1927, 19, Nr. 1, S. 8–11 (books.google.de); in: Peine-Ilseder Werkzeitung, 9, Nr. 25, S. 10 f., Nr. 26, S. 9.
- Alte Bucheinbände des Germanischen Museums zu Nürnberg. In: Buchbinder-Zeitung, 1924, 40, Heft 50, S. 212; zugleich in: Buchhändlergilde-Blatt, 1925, 9, Nr. 9.
- Hanf und Hanfanbau. In: Leipziger Monatsschrift für Textil-Industrie, 1924, 39, Sonder-Nummer IV, S. 74–76 (online).
- Franz Krüger, ein Maler der Biedermeierzeit. In: Der Kunsthandel, 1924, 16, S. 438–442; zugleich in: Antiquitäten-Zeitung 1925.
- Zur Geschichte des englischen Bucheinbandes. In: Der Buch- und Zeitschriftenhandel, 1924, 45, S. 750, 752; zugleich in: Schweizerische Fachschrift für Buchbindereien, 1933, 43, S. 211–214.
- Arbeitsgerichte. In: Der Deutsche Oekonomist, 1925, 43, S. 111–114; zugleich in: Kölnische Zeitung, 11. Dezember 1926.
- Die Rechtsverhältnisse der G.m.b.H. In: Der Deutsche Oekonomist, 1925, 43, S. 263.
- Die Landesanstalt für Gewässerkunde zu Berlin. In: Internationale Revue der gesamten Hydrobiologie und Hydrographie 13 (1925), H. 5–6, S. 358–365 (doi:10.1002/iroh.19250130507).
- Feuerlose Lokomotiven. In: ENERGIE – Technische Fachzeitschrift für Krafterzeugung, Kraftverteilung und Verwertung, 1925, 30, Nr. 7.
- Der Bucheinband im Mittelalter. In: Archiv für Buchbinderei und verwandte Geschäftszweige, 1925, 25, S. 89–92.
- Altsächsische Buchbindekunst. In: Buchhändlergilde-Blatt, 1925, 9, Nr. 12; zugleich in: Journal für Buchbinderei, 1927, 49, S. 222–223.
- Buchgewerbe und Kunst. In: Der freie Angestellte – Zeitschrift des Zentralverbandes der Angestellten, 1925, 29, H. 19, S. 241–242.
- Das Grundbuch in Recht und Praxis. In: Schlesisches Heim, 1925, 6, Heft 5, S. 195; zugleich in: Zeitschrift für Vermessungswesen, 1926, 55, S. 395; in: Kommunale Rundschau, 1927, 20, Nr. 24, S. 389–391; in: Zeitschrift des Verbandes deutscher Kulturtechniker, 1928, 21, S. 36–38, S. 44–46; in: Allgemeine Vermessungs-Nachrichten, 1929, 41, S. 386; in: Allgemeine Vermessungs-Nachrichten, 1932, 44, S. 212.
- Die Hypothek in Recht und Praxis. In: Schlesisches Heim, 1925, 6, Heft 12, S. 412.
- Aufstellung von Fluchtlinien und Bebauungsplänen. In: Allgemeine Vermessungs-Nachrichten, 1925, 37, S. 171.
- Der Achtstundentag im Ausland. In: Ethische Kultur, 1926, 34, 3, S. 19–21 (urn:nbn:de:0111-bbf-spo-534064).
- Arbeitslosenversicherung im Ausland. In: Der Deutsche Oekonomist, 1926, 44, S. 15; zugleich in: Ethische Kultur, 1929, 37, S. 50–58 (urn:nbn:de:0111-bbf-spo-539269).
- Geschichte der Zahl. In: Allgemeine Vermessungs-Nachrichten, 1926, 38, S. 281.
- Maße und Gewichte. In: Allgemeine Vermessungs-Nachrichten, 1926, 38, S. 561, zugleich in: Vermessungswesen und Wirtschaft, 1930, 2, Nr. 9, S. 271–275.
- Das Recht der Lohn- und Gehaltspfändung. In: Monatsschrift für Schlichtungswesen, 1926, S. 129 f.
- Zur Geschichte der Papierindustrie in Schlesien. In: Der Papier-Fabrikant, 1927, 25, S. 36–41.
- Goethe und die Malerei. In: Form und Farbe, 1927, 16, S. 66–73; zugleich in: Sächsische Malerzeitung, 1929, 13, Nr. 37, S. 1051 f.
- Zur Geschichte der Radierung. In: Kunst und Jugend, N.F., 1927, 7, S. 190–192 (doi:10.11588/diglit.23855.80).
- Eheberatungsstellen und Heiratszeugnis. In: Ethische Kultur, 1927, 35, 8, S. 59–61 (urn:nbn:de:0111-bbf-spo-540691).
- Das neue Gesetz zur Bekämpfung der Geschlechtskrankheiten. In: Ethische Kultur, 1927, 35, 10, S. 76 f. (urn:nbn:de:0111-bbf-spo-543409); zugleich in: Rundschau für Kommunalbeamte, 1927, 21, Nr. 49.
- Zur Geschichte der Steinbruchindustrie in Schlesien. In: Steinbruch und Sandgrube, 1927, 26, H. 7, S. 154–155.
- Zur Geschichte der Biersteuer. In: B.H.Z (?), 1927, Nr. 37; zugleich in: Zeitschrift für Zölle und Verbrauchsteuern (ZfZ), 1932, Nr. 6, S. 106–108.
- Zur Geschichte der Biersteuer in Bayern. In: Fachorgan : Der bayerische Bierbrauer, 1927.
- Über Fließarbeit. In: Der Eisenbahner, 1928 , 31, Nr. 14.
- Das Erbbaurecht in Theorie und Praxis. In: Deutsche Bauzeitung, 1928, 62, Wochenbeilage Nr. 36 vom 3. Oktober 1928, S. 142; zugleich in: Wohnungswirtschaft, Nr. 18 vom 15. September 1928; in: Schlesisches Heim, 1929, 10, Heft 3, S. 52; in: Vermessungswesen und Wirtschaft, 1931, 3, Nr. 6, S. 123–127.
- Zur Naturgeschichte des Waschbären. In: Die Pelztierzucht, 1928, 4, Nr. 8, S. 166–168.
- Über Fließarbeit. In: Der Eisenbahner, 1928 , 31, Nr. 14.
- Zur Geschichte der Universitätsbibliothek Jena. In: Buchhändlergilde-Blatt, 1928, 12, Nr. 2, S. 28–30.
- Zur Geschichte der Universitätsbibliothek Tübingen. In: Buchhändlergilde-Blatt, 1928, 12, Nr. 4, S. 60–62.
- Unfallbilder, ihr Zweck und Nutzen. In: Industrieschutz, offizielles Organ des Deutschen Industrieschutzverbandes, 1928, Nr. 158; zugleich in: Ethische Kultur, 1929, 37, Nr. 11, S. 84 f. (urn:nbn:de:0111-bbf-spo-544610).
- Ueber Maschinenfette. In: Erdöl und Teer, 1928, 4, S. 179–181; zugleich in: Chemische Umschau auf dem Gebiet der Fette, Oele, Wachse und Harze, 1930, 37, Nr. 16, S. 238–240 (doi:10.1002/lipi.19300371610).
- Zur Geschichte der Prostitution in der Stadt Berlin. In: Zeitschrift für Sexualwissenschaft und Sexualpolitik, 1929, 16, Heft 2.
- Die Biene im Altertum. In: Entomologischer Anzeiger, 1929, 9, S. 414–419; zobodat.at (PDF).
- Die deutsche Seemannssprache. In: Hansa, 1929, 66, S. 1554.
- Über Buchbinderleder. In: Der Buchbinderlehrling, 1929, 3, Nr. 6, S. 60–64; zugleich in: Schweizerische Fachschrift für Buchbindereien, 1931, 41, Nr. 14, S. 146–150.
- Das Wohnungswesen in Sowjet-Russland. In: Das Wohnen, 1929, 4, S. 199–201 (doi:10.5169/seals-100423).
- Zur Geschichte des Weihnachtsliedes. In: Der Volksschullehrer, 1929, 23, S. 457 f. (online, online).
- Goethe und die Musik. In: Die Gegenwart, 58 (1929), S. 129–134.
- Das Problem der Arbeitsdienstpflicht. In: Ethische Kultur, 37 (1929), Nr. 5, S. 36 f. (urn:nbn:de:0111-bbf-spo-537029).
- Zur Reform der Arbeitslosenversicherung. In: Ethische Kultur, 1929, 37, Nr. 6, S. 45–47. (urn:nbn:de:0111-bbf-spo-538468).
- Hermann Köhls Lebensweg. In: Deutscher Wille, Jahrbuch 1929, S. 234.

### Ab 1930
- Die Haftpflicht des Tierhalters. In: Zeitschrift für Gestütkunde und Pferdezucht, 1930, 25, S. 6.
- Schiller als Arzt. In: Zeitschrift für ärztliche Fortbildung, 1930, 27, S. 436–438.
- Grundstückskauf in Recht und Praxis. In: Moderne Bauformen, 1930 Heft 6, S. 106–108 (Textarchiv – Internet Archive).
- Zur Entwicklung der Arbeitsschulen. In: Der Volksschullehrer, 1930, 24, S. 2 f. (dipf.de); zugleich in: Arbeit und Beruf, 1933, 12.
- Der Mädchenhandel und seine Bekämpfung. In: Die Frau im Staat, 1930, 12, Heft 1.
- Zur Geschichte des Kalenders. In: Allgemeine Vermessungs-Nachrichten, 42 (1930), S. 169.
- Das Recht der Grundschuld. In: Vermessungswesen und Wirtschaft, 1930, 2, Nr. 3, S. 69–72.
- Zur Frage der Reichsstädteordnung. In: Vermessungswesen und Wirtschaft, 1930, 2, Nr. 6, S. 188–191.
- Das Recht der Gehaltspfändung. In: Vermessungswesen und Wirtschaft, 1930, 2, Nr. 7, S. 222–225.
- Kepler. Zum 300. Todestage. In: Vermessungswesen und Wirtschaft, 1930, 2, Nr. 10, S. 303–307.
- Die Haftpflicht des Staats- und Gemeindebeamten. In: Vermessungswesen und Wirtschaft, 1930, 2, Nr. , S. 345–349.
- Das Recht der Unterschrift. In: Vermessungswesen und Wirtschaft, 1930, 2, Nr. , S. 359–363.
- Chronik des Sachsenspiegels. In: Heimische Scholle (Bitterfeld), 1930, 6, Nr. 48.
- Zur Geschichte der Augenheilkunde. In: Centralzeitung für Optik und Mechanik, Elektrotechnik und verwandte Berufszweige, 51 (1930), S. 234; zugleich in: Zeitschrift für Augenheilkunde, 1935, 87, S. 133–137 (doi:10.1159/000298438); in: Deutsche optische Wochenschrift, 1938, 59, S. 209.
- Ueber Erlenholz. In:  Wiener Allgemeine Forst- und Jagdzeitung, 1931, 49, S. 67.
- Naturgeschichte des Regens. In: Der Naturfreund. Mitteilungen des Touristen-Vereines Die Naturfreunde, 1931, 35, Heft 7/8, S. 139–141 (online).
- Deutsches Wegerecht. In: Vermessungswesen und Wirtschaft, 1931, 3, Nr. 1, S. 10–13.
- Die neue Grundsteuer. In: Vermessungswesen und Wirtschaft, 1931, 3, Nr. 2, S. 31–34.
- Das Recht der Zwangsvollstreckung. In: Vermessungswesen und Wirtschaft, 1931, 3, Nr. 3, S. 60–63.
- Deutsches Nachbarrecht. In: Vermessungswesen und Wirtschaft, 1931, 3, Nr. 4, S. 75–79.
- Das Recht der Enteignung. In: Vermessungswesen und Wirtschaft, 1931, 3, Nr. 5, S. 109–113.
- Über Grundstücksschätzung. In: Vermessungswesen und Wirtschaft, 1931, 3, Nr. 7, S. 169–172.
- Das Recht der Bauwerkshypothek. In: Vermessungswesen und Wirtschaft, 1931, 3, Nr. 8, S. 193–196; zugleich in: Moderne Bauformen – Monatshefte für Architektur und Raumkunst, 31, 1932, S. 141.
- Zur Entwicklung der Bausparkassen. In: Vermessungswesen und Wirtschaft, 1931, 3, Nr. 8, S. 199–202.
- Einheitsbewertung der Grundstücke. In: Vermessungswesen und Wirtschaft, 1931, 3, Nr. 9, S. 230–233.
- Das Recht der Baugrenze. In: Vermessungswesen und Wirtschaft, 1931, 3, Nr. 10, S. 243–246.
- Landwirtschaftliche Siedlung. In: Vermessungswesen und Wirtschaft, 1931, 3, Nr. 11, S. 279–282.
- Wirtschaftsprüfer. In: Vermessungswesen und Wirtschaft, 1931, 3, Nr. 12, S. 315–318; zugleich in: Deutsche Steuer-Zeitung 1933, S. 170 f (online).
- Gewährleistung beim Viehkauf. In: Münchener Tierärztliche Wochenschrift, 1931, 82, S. 279.
- Der Pony und seine Zucht. In: Münchener Tierärztliche Wochenschrift, 1931, 82, S. 327.
- Zur Entstehung des Reichsmilchgesetzes. In: Münchener Tierärztliche Wochenschrift, 1931, 82.
- Das Recht des Testaments. In: Die Volks-Feuerbestattung, 1932, S. 9.
- Ertrinken und Wiederbelebung. In: Deutsche Beamten-Krankenversicherung, 1932, Nr. 6.
- Zur Geschichte der Siedlung. In: Vermessungswesen und Wirtschaft, 1932, 4, Nr. 2, S. 49–52.
- Das Recht des Verwaltungsstreitverfahrens. In: Vermessungswesen und Wirtschaft, 1932, 4, Nr. 3, S. 66–68.
- Zur Geschichte des Katasters. In: Vermessungswesen und Wirtschaft, 1932, 4, Nr. 5, S. 115–118.
- Das Ablösungs-Problem der Hauszinssteuer. In: Vermessungswesen und Wirtschaft, 1932, 4, Nr. 6, S. 138–140.
- Bauantrag und Bauanzeige. In: Vermessungswesen und Wirtschaft, 1932, 4, Nr. 7, S. 177–180.
- Rechtsmittel gegen die Einheitswerte. In: Vermessungswesen und Wirtschaft, 1932, 4, Nr. 7, S. 185–187; zugleich in: Die Baugilde, 1932, 14, Nr. 11, S. 530 f.
- Eigentumsrecht an Grundstücken. In: Vermessungswesen und Wirtschaft, 1932, 4, Nr. 8, S. 197–200.
- Der Grundstückskauf in Recht und Praxis. In: Vermessungswesen und Wirtschaft, 1932, 4, Nr. 8, S. 227–230.
- Gerichts- und Anwaltskosten. In: Vermessungswesen und Wirtschaft, 1933, 5, Nr. 2, S. 36–38.
- Familienforschung. In: Vermessungswesen und Wirtschaft, 1933, 5, Nr. 9, S. 179–182.
- Das neue Scheckgesetz. In: Vermessungswesen und Wirtschaft, 1933, 5, Nr. 10, S. 211–213.
- Einkommenssteuerbescheid und Einspruch. In: Vermessungswesen und Wirtschaft, 1933, 5, Nr. 11, S. 224–226.
- Friderizianische Kleinsiedlungen. In: Der Kulturtechniker, 36 (1933), S. 525–528; zugleich in: Baugewerbe, 16 (1934), Nr. 27, S. 398–400; in: Die national-sozialistische Gemeinde, Zentralblatt der NSDAP für Gemeindepolitik, 1934, 2, Folge 6, S. 135–136.
- Die Haftung des Notars in Grundstücksachen. In: Vermessungswesen und Wirtschaft, 1934, 6, Nr. 1, S. 10–13.
- Chronik der Schule Schnepfenthal. In: Neue Bahnen, 1934, 45, Heft 8, S. 266–268.
- Deutschlands Verkehrswesen im Mittelalter. In: Vermessungswesen und Wirtschaft, 1935, 7, Nr. 2, S. 17 f.
- Schillers Lotte. In: Volksspielkunst, 1 (1935), S. 186–186.
- Goethe als Erzieher. In: Neue Bahnen, 49 (1938), S. 320–322 (online).
- Vom Papyrus zum Zellstoff und Papier. In: Jahrbuch der deutschen Papierwerker, 4 (1939), S. 37–44.